# Zilchiopsis collastinensis
Zilchiopsis collastinensis е вид десетоного от семейство Trichodactylidae. Видът не е застрашен от изчезване.

## Разпространение
Разпространен е в Аржентина и Боливия.